# Aurivilliola tibialis
Aurivilliola tibialis is een hooiwagen uit de familie Sclerosomatidae. De wetenschappelijke naam van Aurivilliola tibialis gaat terug op Roewer.